# Jerzy Rajski
Jerzy Rajski (ur. 1933) – polski prawnik, profesor nauk prawnych, profesor zwyczajny Uniwersytetu Warszawskiego, specjalista w zakresie  prawa cywilnego i międzynarodowego prawa handlowego.

## Życiorys
W 1955 ukończył studia prawnicze na Wydziale Prawa Uniwersytetu Warszawskiego. Tam też w 1960 uzyskał stopień naukowy doktora nauk prawnych. W 1962 ukończył studia w International Faculty of Comparative Law w Strasburgu. W 1969 na Wydziale Prawa UW otrzymał stopień doktora habilitowanego nauk prawnych. W 1976 nadano mu tytuł naukowy profesora nauk prawnych. Został profesorem zwyczajnym Uniwersytetu Warszawskiego. Na Wydziale Prawa tej uczelni pełnił funkcje kierownika Katedry Prawa Cywilnego Porównawczego, prodziekana oraz dyrektora Instytutu Prawa Cywilnego. Prowadził wykłady na wielu uczelniach zagranicznych. Był arbitrem w sprawach gospodarczych (w tym wiceprezesem Sądu Arbitrażowego przy Krajowej Izbie Gospodarczej, 2001–2005), ekspertem Sejmu RP, członkiem Komisji ds. Reformy Prawa Cywilnego przy Ministrze Sprawiedliwości (1986-1996), Komisji Kodyfikacyjnej Prawa Cywilnego (1996–2002). W 1999 został członkiem Komitetu Koordynacyjnego Grupy Studyjnej ds. Europejskiego Kodeksu Cywilnego.
W 2007 został współpracownikiem kancelarii Lovells.
Wydano na jego cześć publikację pt. W kierunku europeizacji prawa prywatnego. Księga pamiątkowa dedykowana profesorowi Jerzemu Rajskiemu = Towards europeanization of private law. Essays in honour of professor Jerzy Rajski (red. nauk.: Adam Brzozowski, Wojciech Kocot, 2007).

## Członkostwo w korporacjach naukowych i zawodowych
- Międzynarodowa Akademia Prawa Handlowego i Konsumenckiego
- Polska Akademia Umiejętności
- Międzynarodowa Akademia Prawa Porównawczego
- Instytut Światowego Prawa Handlowego przy Międzynarodowej Izbie Handlowej w Paryżu
- Academy of European Private Lawyers
- Société de Législation Comparée w Paryżu[2]